# New York City Marble Cemetery
El New York City Marble Cemetery  es un cementerio histórico ubicado en Nueva York, Nueva York. El New York City Marble Cemetery se encuentra inscrito como un Hito Histórico Neoyorquino en la Comisión para la Preservación de Monumentos Históricos de Nueva York al igual que en el Registro Nacional de Lugares Históricos desde el 17 de septiembre de 1980.

## Ubicación
El New York City Marble Cemetery se encuentra dentro del condado de Nueva York en las coordenadas 40°43′28″N 73°59′23″O / 40.724444, -73.989722.